# Hannibal Mejbri
Hannibal Mejbri (sinh ngày 23 tháng 1 năm 2003) là một cầu thủ bóng đá chuyên nghiệp người Tunisia gốc Pháp hiện đang chơi ở vị trí tiền vệ cho câu lạc bộ Burnley F.C. tại giải bóng đá EFL Championship (Anh) và đội tuyển bóng đá quốc gia Tunisia.

## Đầu đời
Mejbri sinh ra ở Ivry-sur-Seine, Pháp, và gia nhập Paris FC vào năm 2009. Vào năm 2016 anh được câu lạc bộ ở Anh là Manchester United chiêu mộ. Anh từng dành thời gian học tập tại học viện INF Clairefontaine danh tiếng.

## Sự nghiệp quốc tế
Mejbri đã đại diện cho Pháp thi đấu ở cấp độ U-16 và U-17. Anh ấy cũng có thể thi đấu cho đội tuyển Tunisia